# Fluxx
Fluxx ist ein Kartenspiel, das mit einem Satz von 100 eigens entworfenen Karten gespielt wird.
Das wichtigste Merkmal von Fluxx ist, dass die Spielregeln sich während des Spiels durch die ausgespielten Karten ständig ändern. Das Spiel beginnt mit einer Grundregel, nach der jeder Spieler eine Karte zieht und anschließend eine ausspielt. Durch das Ausspielen von Regelkarten können diese Regeln jedoch jederzeit geändert und erweitert werden. Außerdem gibt es Aktionskarten, die dem Spieler einmalige Aktionen wie das Stehlen von Karten oder das Entfernen von Regeln gestatten. Am Spielbeginn gibt es noch kein festgelegtes Ziel; dieses wird erst im Spielverlauf durch das Ausspielen einer Zielkarte festgelegt und kann auch wieder geändert werden. Die meisten Ziele beinhalten, dass der Spieler mit einer bestimmten Kombination von Sammlern gewinnt, die sonst auf das Spiel praktisch keine Auswirkung haben. Gammler können ihn jedoch am Gewinnen hindern. Im Spiel sind auch einige Blankokarten enthalten, die die Spieler nach ihren eigenen Ideen gestalten können.
Fluxx wurde entworfen und zuerst veröffentlicht von Looney Labs im Jahr 1996. Das Spiel war erfolgreich und wurde ein Jahr später an Iron Crown Enterprises (ICE) für die weitere Verbreitung lizenziert. Nach der Insolvenz von ICE zwei Jahre später übernahm wiederum Looney Labs die Herausgabe und den Vertrieb. Im Jahr 2002 produzierte Looney Labs eine überarbeitete Ausgabe des Originalspiels. Der deutsche Spieleverlag Amigo gab ab 2003 eine deutsche Ausgabe in Lizenz heraus. Nachdem das Spiel einige Zeit nicht erhältlich war, wird es seit 2011 von Pegasus Spiele in einer überarbeiteten Version mit 100 statt 84 Karten herausgegeben, neu ist dabei die Kartengruppe der Gammler. Weitere erhältliche Varianten sind Zombie Fluxx und Cthulhu Fluxx. Beide sind eigenständige Spiele, lassen sich aber auch mit dem Originalspiel kombinieren.
Von LooneyLabs sind einige weitere Varianten von Fluxx erschienen, unter anderem Oz Fluxx, Star Fluxx, Pirate Fluxx, Monty Python Fluxx, Martian Fluxx, Family Fluxx, Stoner Fluxx und EcoFluxx. Mit Ausnahme von Piraten Fluxx sind diese noch nicht auf Deutsch erschienen.